# Aeroklub Dolnośląski

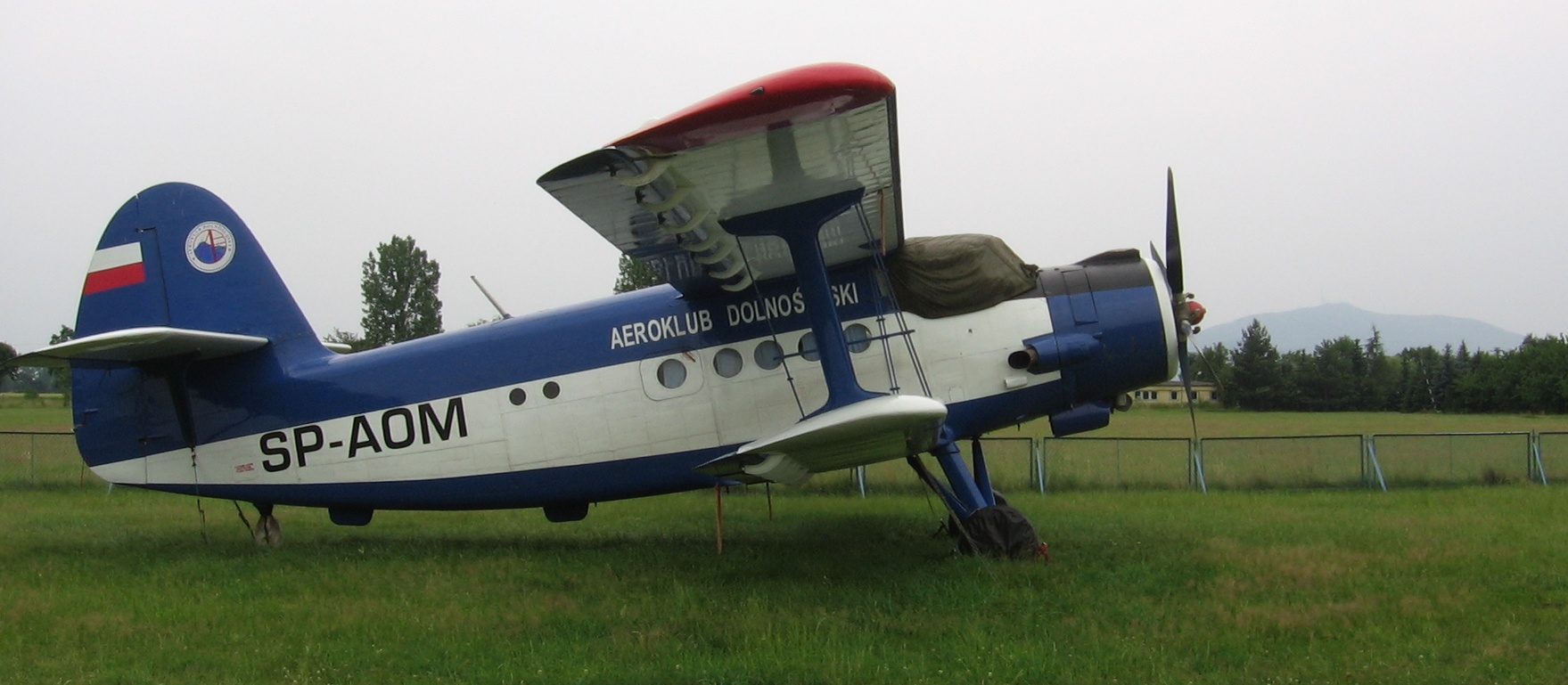
samolot An-2 w barwach Aeroklubu Dolnośląskiego na lotnisku w Mirosławicach koło Wrocławia
w tle widoczna góra Ślęża

Aeroklub Dolnośląski – regionalny oddział Aeroklubu Polskiego utworzony w maju 1994 roku. Bazą Aeroklubu Dolnośląskiego jest lotnisko w Mirosławicach.
Utworzono tu bazę do uprawiania sportów lotniczych i szkolenia pilotów samolotwych; organizowane są tu imprezy lotnicze, rekreacyjno-sportowe, a także widowiskowe i rozrywkowe (np. 1 lipca 2006 r. impreza Creamfields Polska na pięciu scenach ustawionych na płycie lotniska).
Aeroklub Dolnośląski jest organizacją różną od innego aeroklubu działającego na Dolnym Śląsku – mającego bazę na lotnisku w Szymanowie w powiecie trzebnickim – Aeroklubu Wrocławskiego.